# Carlo Binda
Carlo Binda (Milano, 11 novembre 1897 – Lecco, 1960) è stato un velocista e calciatore italiano, di ruolo portiere. Era fratello dell'atleta Luigi Binda.

## Carriera

### Atleta
Fu medaglia d'argento nei 100 metri piani ai campionati italiani di atletica leggera del 1910, disputatisi a Milano.

#### Campionati nazionali
1910
- Argento ai campionati italiani assoluti, 100 m piani - a un metro dal vincitore[1]

1911
- Finale ai campionati italiani assoluti, 100 m piani - non partito[2][3]

### Calciatore
Esordì a 17 anni contro il Vicenza, nell'incontro terminato 16-0 giocato il 10 gennaio 1915. In questa stagione raccolse 7 presenze, in sostituzione del portiere titolare Piero Campelli impegnato militarmente.